# Eclissi solare del 23 agosto 2044
L'eclissi solare del 23 agosto 2044 è un evento astronomico che avrà luogo il suddetto giorno attorno alle ore 01:17 UTC.